# 原田範行
原田 範行（はらだ のりゆき、1963年 - ）は、日本の英文学者、慶應義塾大学文学部教授。第23代日本英文学会会長。

## 経歴
埼玉県立熊谷高等学校を経て、1989年慶應義塾大学文学部英文学科卒業、94年同大学院博士課程満期退学。2003年「「文学」の誕生 サミュエル・ジョンソンの初期作品群に関する研究」で慶應義塾大学博士（文学）。杏林大学外国語学部助教授、教授、東京女子大学現代教養学部教授。1997年日本英文学会新人賞受賞、2004年厚生労働大臣表彰（『ヴィジュアル版ガリヴァー旅行記』による）。2017年日本英文学会会長。2019年4月慶應義塾大学文学部人文社会学科英米文学専攻教授。

## 著書
- 『風刺文学の白眉『ガリバー旅行記』とその時代 文学の世界』NHK出版 カルチャーラジオ 2015

### 共編著
- 『図説本と人の歴史事典』高宮利行共著 柏書房 1997
- 『シリーズ世界周航記 別巻　新しい世界への旅立ち』石原保徳共著 岩波書店 2006
- 『中世主義を超えて イギリス中世の発明と受容』松田隆美・高橋勇共編著 慶應義塾大学出版会 2009
- 『『ガリヴァー旅行記』徹底注釈 = 注釈篇』服部典之・武田将明共著 岩波書店 2013
- 『セクシュアリティとヴィクトリア朝文化』田中孝信・要田圭治共編著 彩流社 2016
- 『オスカー・ワイルドで学ぶ英文法』倉林秀男共著 アスク出版 2020
- 『Aspects of British Culture　真実のイギリス　文化、社会、芸術そして科学』解説 金星堂 2022。英文著作

### 翻訳
- アルベルト・マングェル『読書の歴史 あるいは読者の歴史』柏書房 1999
- スウィフト原作 マーティン・ジェンキンズ再話『ガリヴァー旅行記 ヴィジュアル版』クリス・リデル絵 岩波書店 2004
- ジェームズ・クック『南半球周航記』岩波書店 シリーズ世界周航記 2006
- バイロン/ロバートソン/カートレット『南太平洋発見航海記』岩波書店 シリーズ世界周航記 2007
- サミュエル・リチャードソン『パミラ、あるいは淑徳の報い』研究社 英国十八世紀文学叢書 2011
- ジョナサン・スウィフト『召使心得』平凡社ライブラリー 2015
- ジョージ・サルマナザール『フォルモサ　台湾と日本の地理歴史』平凡社ライブラリー 2021